# Корифуди
Корифуди (грч. Κορυφούδι) је насељено место у општини Синтика у периферији Средишња Македонија, Грчка. Према попису из 2021. године било је 22 становника.
Према бугарском географу и историчару, Василу Канчову, у Корифудију је 1900. године живело 80 Турака. 
Село се раније звало Ћулахли (Ћулехли) и састојало се од Горњег и Доњег Ћулахлија. Године 1924. турско становништво је принудно исељено у Турску а на њихово место је насељено 30 грчких избегличких породица, укупно 101 особа. На попису из 1928. године Корифуди је имао 73 становника.